# Theodor Economu
Theodor Economu (n. 1 decembrie 1911, Medgidia, județul Constanța – d. 13 iunie 1964, Bacău) a fost un medic chirurg român, cunoscut ca director al Clinicii de Ortopedie și Chirurgie din Iași precum și ca profesor universitar
la Facultatea de Medicină din Iași. De asemenea, a fost membru titular al Societății Internaționale de Chirurgie începând cu anul 1955.

## Biografie
Theodor Economu s-a născut în Medgidia în anul 1911. Urmează liceul si apoi cursurile Faculțătii de Medicina din Bucuresti, pe care a absolvit-o in anul 1938. A obținut titlul de doctor în medicină și chirurgie, prezentând în fața juriului teza "Plăgile articulației genunchiului". A urcat treptele ierarhiei medicale prin concursuri extern-intern. În paralel, a început cariera didactică cu funcția de preparator la Facultatea de Medicină din București, ulterior în Laboratorul de anatomie topografică. A funcționat apoi ca asistent în Clinica Chirurgicală Terapeutică a Facultății de Medicină București, condusă de prof. Traian Nasta. O pregătire superioară a dobândit-o și prin studiile de specializare făcute în clinicile din Viena, Dresda și Praga. 
În 1945 s-a transferat la Iași, unde a ocupat succesiv funcțiile de șef de lucrări, conferențiar și apoi profesor de chirurgie infantilă și ortopedie la Institutul de Medicină din Iași. 
În 1948, a fost creată Clinica de chirurgie infantilă din Iași, pe care a organizat-o și a condus-o, fiind considerat cel care a pus bazele chirurgiei infantile în învățământul medical ieșean și fondatorul unei veritabile școli în domeniu. Profesorul Dr. Theodor Economu are meritul de a fi format discipoli competenți în domeniul cercetării și al practicii chirurgicale.
Ca și chirurg, a abordat întreaga chirurgie și ortopedie infantilă și probleme de chirurgie pulmonară, esofagiană, urinară. 
Rezultate deosebit de obținut în probleme de traumatologie și ortopedie infantilă și în unele intervenții rare la sugari. A fost printre primii chirurgi pediatrii din România care a abordat operația de esofagoplastie . 
În 1957 publică rezultatele tardive în două cazuri de luxație deschisă de cot și la ședința Societății de Ortopedie din București, din 2 aprilie 1957, comunică o serie de cazuri de artroplastie pentru artrită tuberculoasă la copil; publică, de asemenea, un articol privind valoarea abcesografiei în morbul Pott. 
Numele său a rămas legat de multe aspecte practice ale chirurgiei și ortopediei copilului, dar în mod deosebit de dezvoltarea ortopediei pediatrice în România. 
Vasta sa activitate științifică s-a materializat în peste 150 de studii și comunicări publicate în periodice de specialitate românești și străine . În fruntea operei sale se situează "Traumatologia infantilă (1958 )", care este considerată "o lucrare clasică în literatura medicală" (C. GH. Marinescu. "Un secol de învățământ medical superior la Iași" vol II 1948-1979, I.M.F. Iași, 1980, pag. 141 ). Lucrarea sa a fost redactată pe baza datelor din literatura de specialitate și studiul a peste 5000 traumatisme infantile, efectuat în cursul a 8 ani în clinica pe care o conducea. Un alt rezultat deosebit, ca rod al virtuozității chirurgicale și al pregătirii în domeniul tehnicilor chirurgicale dificile, a fost efectuarea cu succes a primei lobectomii în România (Iași, 1949) la un copil de 11 ani.
Profesorul Dr. Theodor Economu a fost "un profesor și chirurg de mare viitor, un clinician de talent care avea o putere de muncă și o perseverență rar întâlnite, cât și o pregătire profesională la nivelul marilor personalități. A imprimat o dezvoltare nouă și strălucită la Iași, a specialității de care se ocupa și a format elevi care continuă cu competență și demnitate opera începută" (prof.dr. doc Gh. Chipail ).
Prof. Dr. Theodor Economu a murit într-un tragic accident de avion la 13 iunie 1964.

## Familia
Theodor Economu s-a căsătorit cu Maria Economu, doctor în științe medicale, medic specialist în hematologie la Centrul de Recoltare și Conservare a Sângelui din Iași; ulterior, aceasta și-a desfășurat activitatea clinică la București, la Centrul de Recoltare și Conservare a Sângelui, precum și la ASCAR - Institutul de Asistență Cardiacă și la Institutul de Gerontologie și Geriatrie „Ana Aslan”.

## Lucrări publicate
- Traumatologia infantilă, Editura Medicală, București, 1958, 526 pagini
- Curs de chirurgie și ortopedie infantilă pentru studenți, Litografia IMF Iași, 1964
- The abscessography in Pott's Evil, https://pubmed.ncbi.nlm.nih.gov/13466649/
- Present-day treatment of tuberculous psoas & presacral abscesses, https://pubmed.ncbi.nlm.nih.gov/13604694/
- Unusual forms of traumatic luxation of the hip in children, https://pubmed.ncbi.nlm.nih.gov/13540328/
- OPEN FRACTURES IN CHILDREN, https://pubmed.ncbi.nlm.nih.gov/14298672/